# Forma specialis
Forma specialis, meervoud: formae speciales, afgekort f. sp., meervoud ff. spp., niet cursief, is een informele taxonomische groepering toegestaan door de International Code of Nomenclature for algae, fungi, and plants, die wordt gebruikt bij een parasiet, meestal een schimmel, die zich aan een specifieke gastheer heeft aangepast. Deze classificatie kan worden toegepast door auteurs die van mening zijn dat ondersoort of variëteit niet passend is, omdat er geen morfologische verschillen zijn, die deze vorm onderscheiden. De letterlijke betekenis van forma specialis is 'speciale vorm', maar deze groepering komt niet overeen met het meer formele botanische gebruik van de taxonomische rang van vorm of forma.
Een voorbeeld zijn de formae speciales bij streeproest.